# Ramiszów
Ramiszów (niem. Ramischau) – wieś w Polsce położona w województwie dolnośląskim, w powiecie wrocławskim, w gminie Długołęka.
We wsi jest przystanek kolejowy Ramiszów. W latach 1975–1998 miejscowość administracyjnie należała do województwa wrocławskiego.